# Maison Katz
La maison Katz est un monument historique situé à Saverne, dans le département français du Bas-Rhin.

## Localisation
Ce bâtiment est situé au 80 Grand-Rue à Saverne.

## Historique
La première phase de construction date du début du XVIIe siècle et est attribuée à Niklaus Faber pour les sculptures sur bois. Son fils Hans Faber a peut-être également contribué aux sculptures en grès du rez-de-chaussée. Le passage sur le côté est daté de 1688 et est l’œuvre de Johann Niklaus Faber, fils de Hans Faber.
L'édifice fait l'objet d'une inscription au titre des monuments historiques depuis 1929.

## Architecture

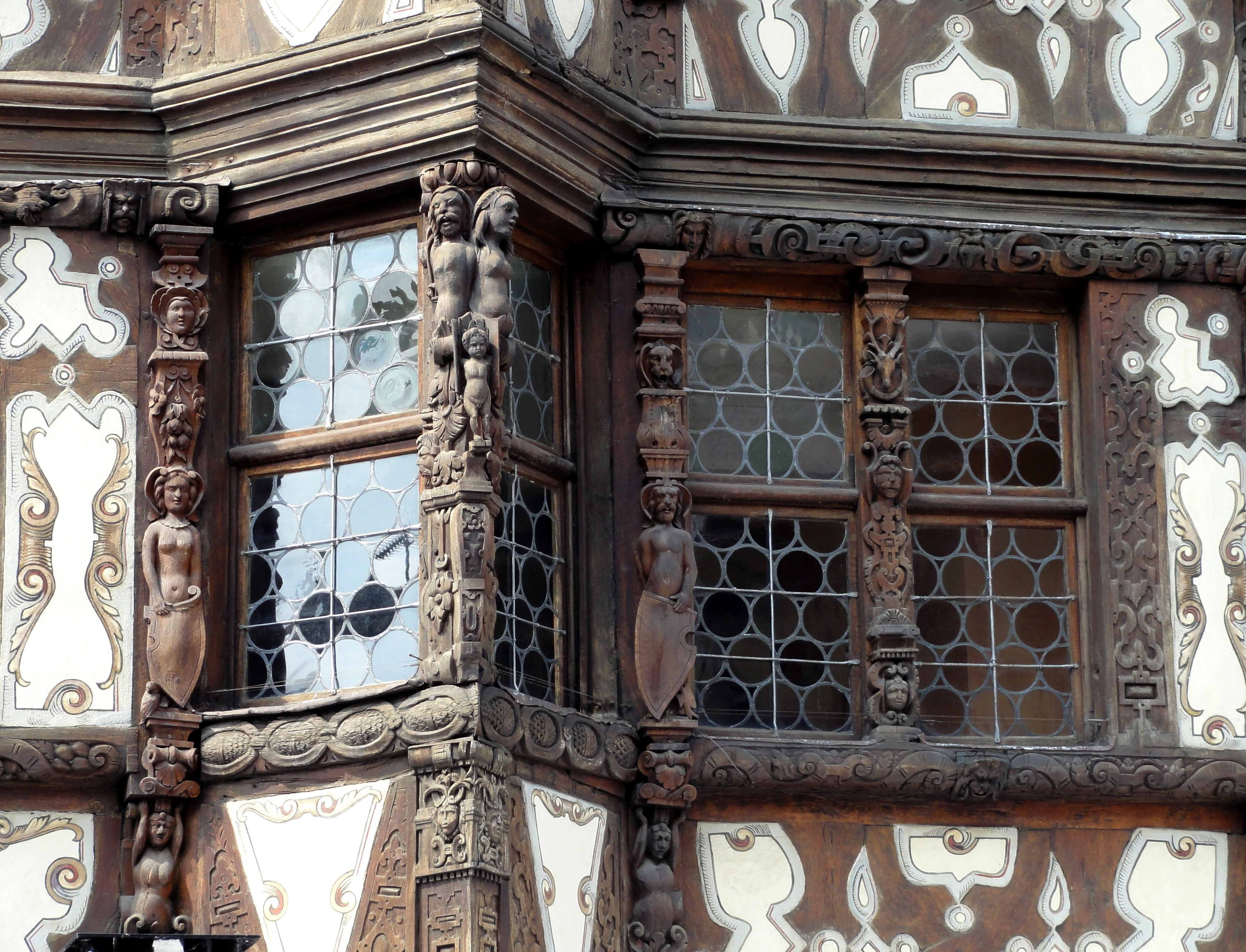
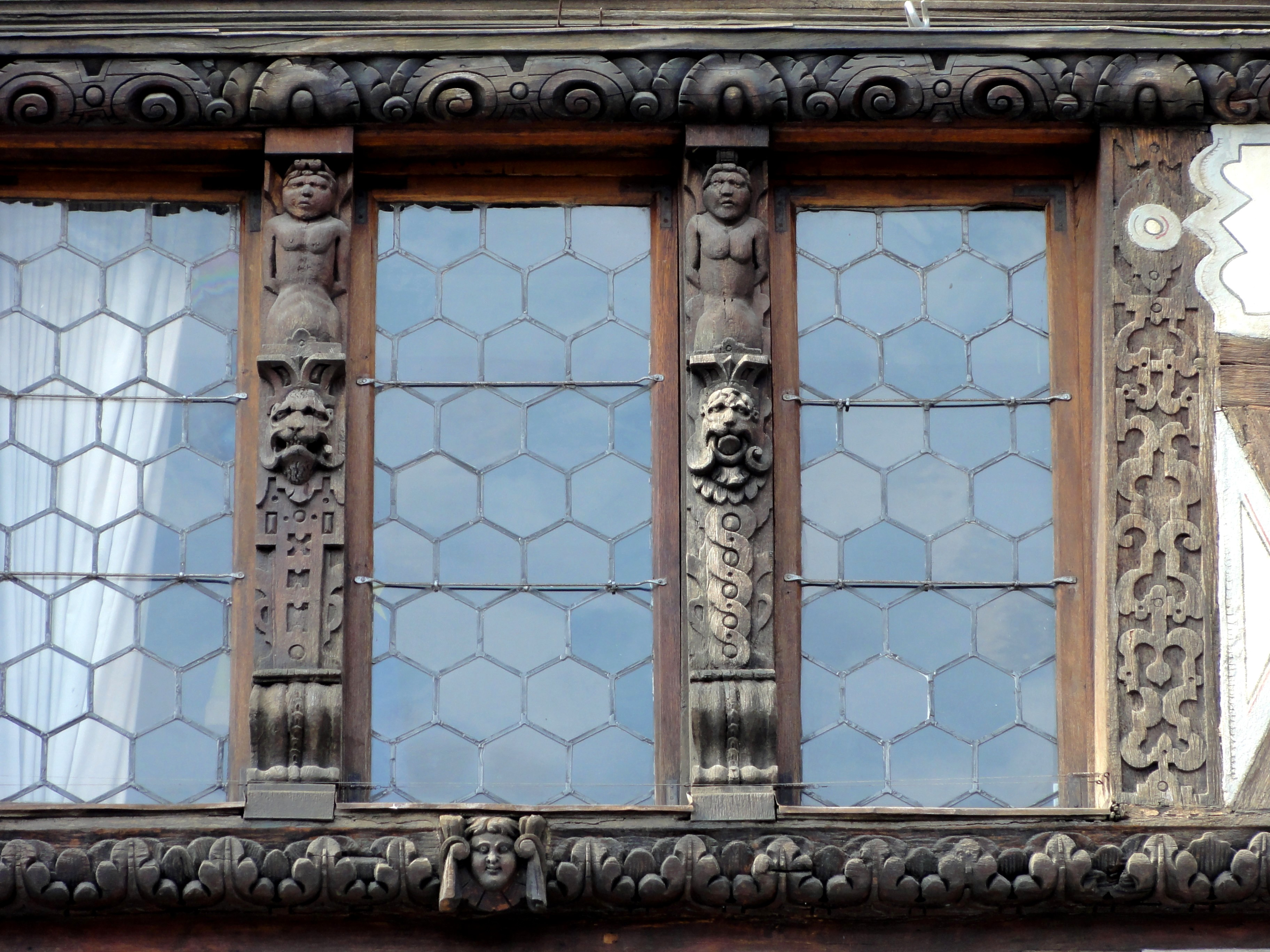
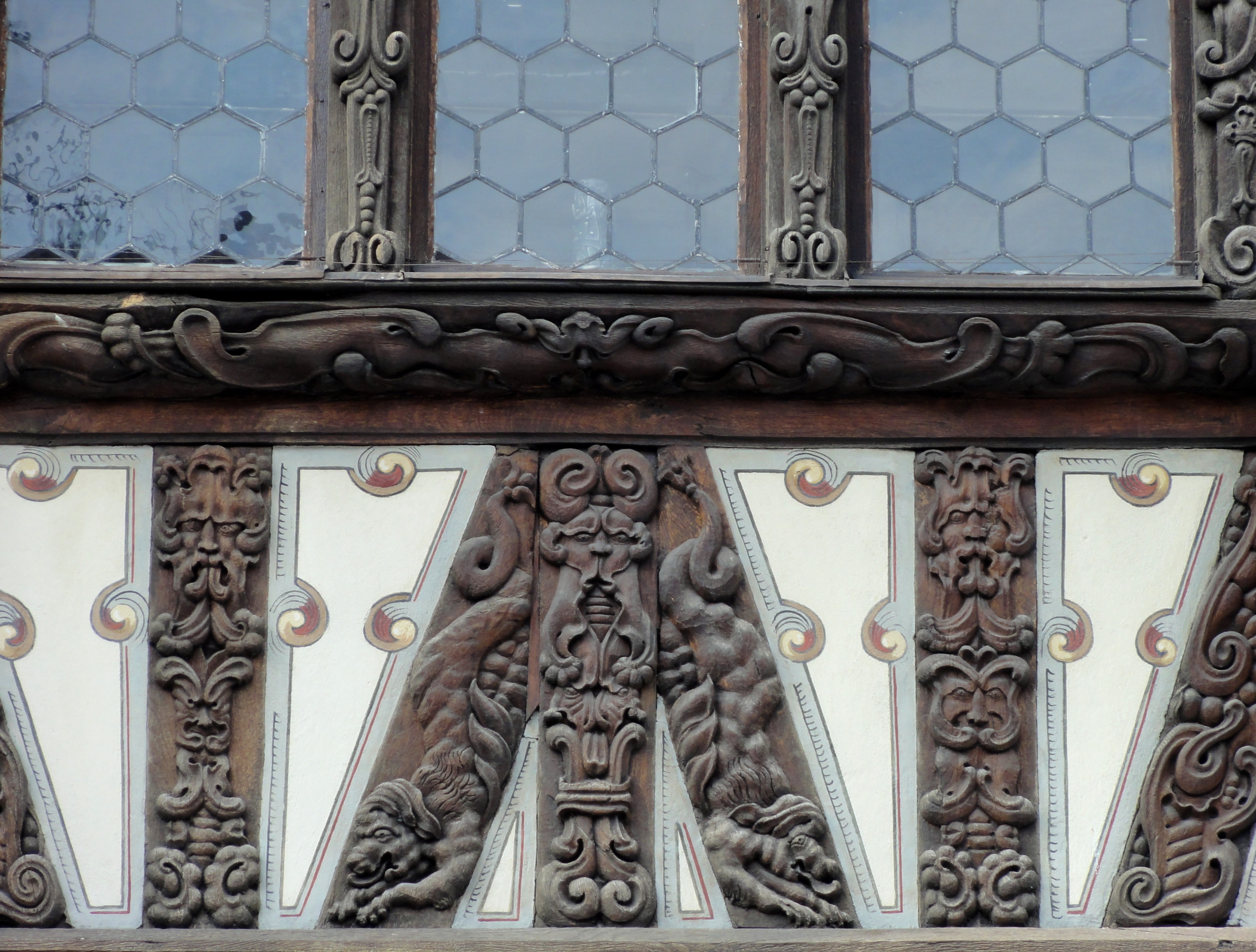
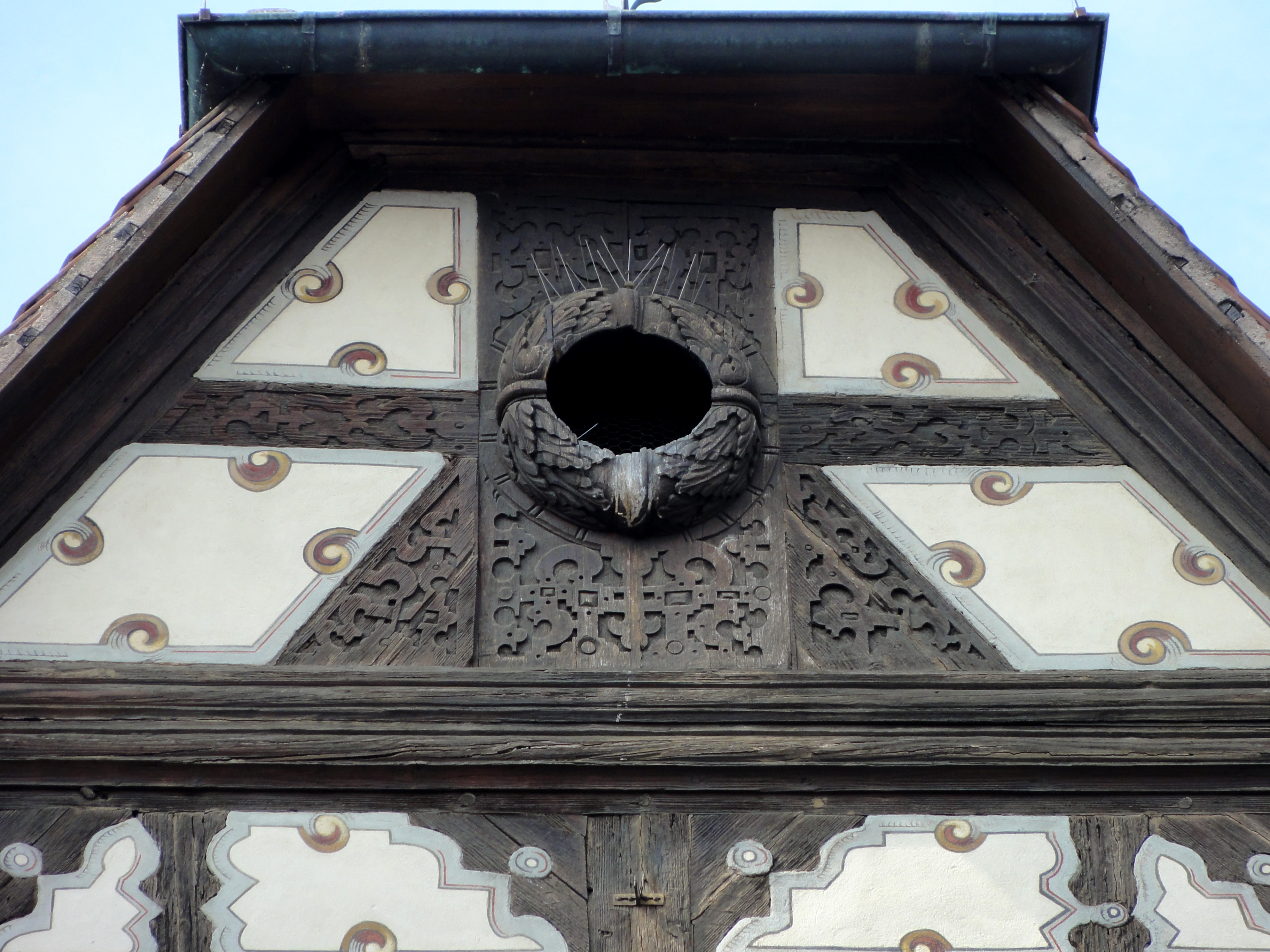
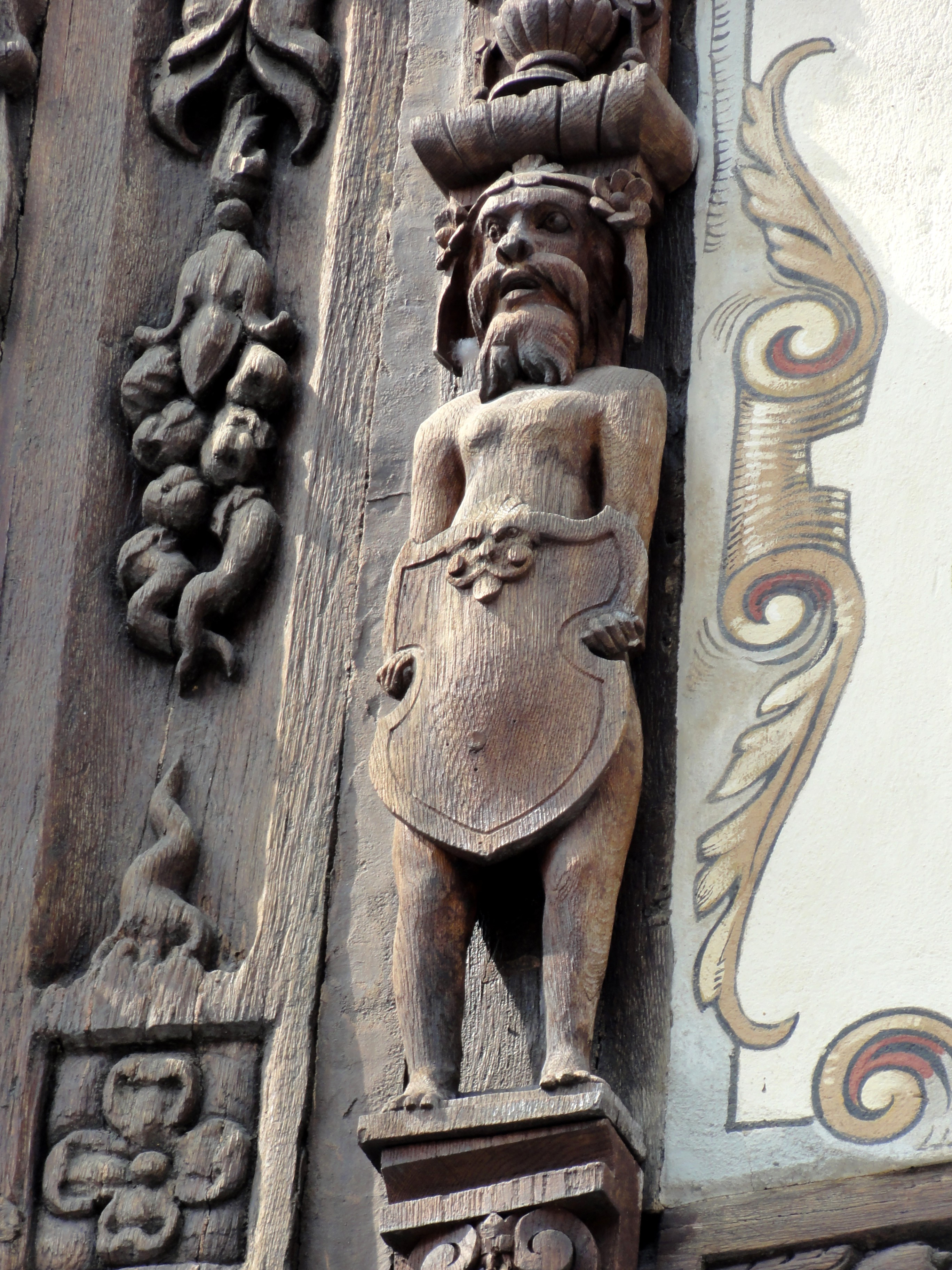
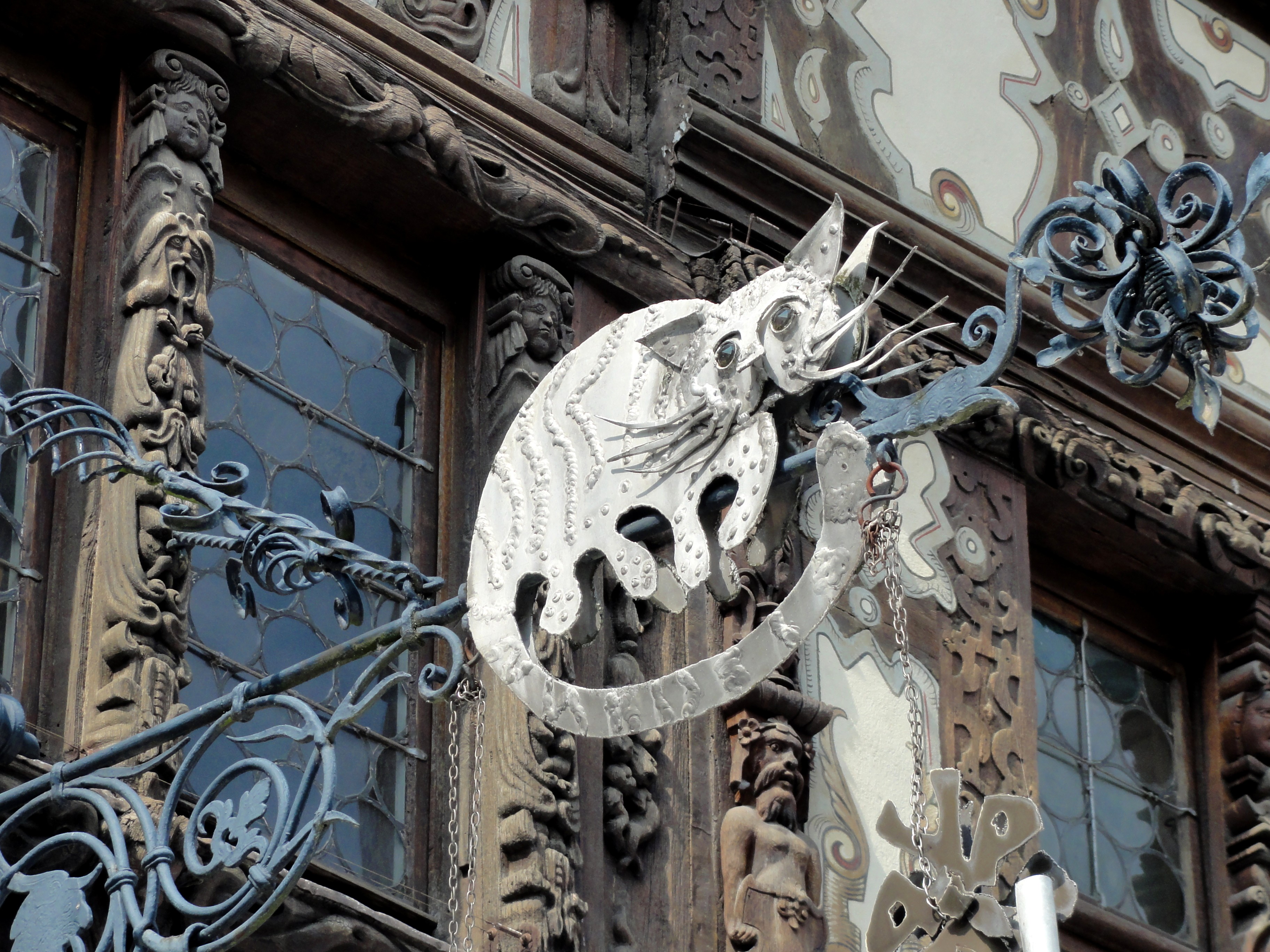